# Bermuda az 1968. évi nyári olimpiai játékokon
Bermuda a mexikói Mexikóvárosban megrendezett 1968. évi nyári olimpiai játékok egyik részt vevő nemzete volt. Az országot az olimpián 2 sportágban 6 sportoló képviselte, akik érmet nem szereztek.

## Atlétika
Férfi
| Versenyző   | Versenyszám | Előfutam | Előfutam | Előfutam | Negyeddöntő | Negyeddöntő | Negyeddöntő | Elődöntő | Elődöntő | Elődöntő | Döntő   | Döntő    |
| Versenyző   | Versenyszám | Idő      | Hely.    | Össz.    | Idő         | Hely.       | Össz.       | Idő      | Hely.    | Össz.    | Idő     | Helyezés |
| ----------- | ----------- | -------- | -------- | -------- | ----------- | ----------- | ----------- | -------- | -------- | -------- | ------- | -------- |
| Tony Harper | 400 m       | 49,18    | 7.       | 53.      | kiesett     | kiesett     | kiesett     | kiesett  | kiesett  | kiesett  | kiesett | kiesett  |
| Jeff Payne  | 1500 m      | 4:18,92  | 11.      | 50.      |             |             |             | kiesett  | kiesett  | kiesett  | kiesett | kiesett  |

## Vitorlázás
Nyílt
| Versenyző                                 | Versenyszám | Futam | Futam | Futam | Futam | Futam | Futam  | Futam  | Pontszám | Helyezés |
| Versenyző                                 | Versenyszám | 1     | 2     | 3     | 4     | 5     | 6      | 7      | Pontszám | Helyezés |
| ----------------------------------------- | ----------- | ----- | ----- | ----- | ----- | ----- | ------ | ------ | -------- | -------- |
| Jay Hooper                                | Finn dingi  | 26,0  | 19,0  | 28,0  | 29,0  | 23,0  | (42,0) | 42,0   | 167,0    | 24.      |
| Richard Belvin Kirk Cooper Eugene Simmons | Sárkányhajó | 15,0  | 20,0  | 16,0  | 13,0  | 16,0  | 20,0   | (24,0) | 100,0    | 13.      |